# Amykles
Amykles (Grieks: Αμύκλες) is een dorp in de deelgemeente (dimotiki enotita) Sparta van de fusiegemeente (dimos) Sparta, in de Griekse bestuurlijke regio (periferia) Peloponnesos.
Amyklai in Laconië was ooit de oudste stad op het antieke Griekse vasteland. Het is thans de archeologische site van Amyklai.